# Derwentia warreni
La derwentia (Derwentia warreni Cosgriff, 1974) è un anfibio estinto, appartenente all'ordine temnospondili. Visse nel Triassico inferiore (circa 248 milioni di anni fa) e i suoi resti fossili sono stati ritrovati in Tasmania (Australia).

## Descrizione
Questo animale è noto per alcuni resti fossili, che comprendono anche un cranio di piccole dimensioni lungo circa 9 centimetri. Si suppone che l'animale intero dovesse essere lungo circa 50 centimetri. 
Possedeva piccoli denti acuminati e grandi occhi verso la regione frontale del cranio. La superficie della parte dorsale del cranio era gibbosa e irregolare, a causa delle singole ossa dotate di una sporgenza centrale. Al contrario della maggior parte delle forme simili (ritidosteidi), Derwentia aveva gli occhi posti nella parte anteriore del cranio, lungo i lati, ed erano presenti anche grandi corna tabulari.

## Tassonomia
Derwentia è stato descritto per la prima volta nel 1974 da Cosgriff, sulla base di resti fossili rinvenuti nella formazione Knocklofty in Tasmania. Lo studioso ritenne che questo animale fosse strettamente imparentato con un altro anfibio del Triassico inferiore australiano, Deltasaurus, sulla base di somiglianze craniche, dell'ornamentazione del cranio e dei canali della linea laterale. Questi due animali appartengono ai ritidosteidi, un gruppo di anfibi temnospondili tipici del Triassico, dei quali sono note numerose forme in Australia. A lungo Derwentia è stato considerato il membro principale della famiglia Derwentiidae, ma successive analisi hanno determinato che i derwentiidi erano un sottogruppo di ritidosteidi (Dias da Silva e Marsicano, 2011).